# Conilhac-de-la-Montagne
Conilhac-de-la-Montagne is een plaats en voormalige gemeente in het Franse departement Aude (regio Occitanie) en telt 59 inwoners (2009). De plaats maakt deel uit van het arrondissement Limoux. Conilhac-de-la-Montagne is op 1 januari 2019 gefuseerd met de gemeente Roquetaillade tot de gemeente Roquetaillade-et-Conilhac. 

## Geografie
De oppervlakte van Conilhac-de-la-Montagne bedraagt 4,6 km², de bevolkingsdichtheid is dus 12,8 inwoners per km².
De onderstaande kaart toont de ligging van Conilhac-de-la-Montagne met de belangrijkste infrastructuur en aangrenzende gemeenten.

## Demografie
Onderstaande figuur toont het verloop van het inwonertal (bron: INSEE-tellingen).

Vanwege een beveiligingsprobleem met de MediaWiki Graph-software is het momenteel niet mogelijk deze grafiek weer te geven. Zodra de software is bijgewerkt zal de grafiek vanzelf weer zichtbaar worden.